# Sidokerto (Sidorejo)
Sidokerto is een bestuurslaag in het regentschap Magetan van de provincie Oost-Java, Indonesië. Sidokerto telt 1851 inwoners (volkstelling 2010).